# Presbiterianismo en Colombia
El Presbiterianismo llegó a Colombia en 1855, con la llegada del misionero Rev. Ramón Montsalvatge. La primera denominación presbiteriana que se estableció en el país fue la Iglesia Presbiteriana de Colombia, que se independizó de la Iglesia Presbiteriana de los Estados Unidos de América en 1959. Desde entonces, han surgido varias otras denominaciones en el país
.
En 2020, se estimó que el número total de presbiterianos en el país era de unas 15 000 personas, o el 0,03% de la población del país.

## Historia

### Iglesia Presbiteriana de Colombia
En 1855, el reverendo Ramón Montsalvatge (enviado por la American Bible Society), llegó a Colombia. Posteriormente, el Rev. Henry Barrington Pratt (enviado por la Iglesia Presbiteriana de los Estados Unidos de América) también se instaló en el país. Ambos misioneros comenzaron a atender a los extranjeros presentes y originalmente los servicios se celebraban en inglés.
En 1859, los servicios comenzaron a celebrarse en español. Sin embargo, la denominación creció lentamente y enfrentó persecución religiosa. No fue sino hasta 1959 que la Iglesia Presbiteriana de Colombia (IPCol) adquirió completa autonomía de las denominaciones americanas.
En 1982, la denominación creó el Seminario Presbiteriano de la Gran Colombia para capacitar a sus pastores.

### Iglesia Presbiteriana en Colombia (Sínodo Reformado)
Y en 1993 IPCol sufrió una escisión. Algunos de los miembros abandonaron la denominación y formaron la Iglesia Presbiteriana en Colombia (Sínodo Reformado). La causa principal de la división fue la percepción de los miembros disidentes de que el IPCol se había desviado de la teología presbiteriana original, principalmente al adherirse a la Teología liberal y el Premilenialismo.

### Iglesia Evangélica Reformada de Colombia
En 1987, el Revdo. Kim Wui-Dong, un misionero presbiteriano coreano, llegó a Colombia y fundó, en Bogotá el Seminario Teológico Presbiteriano de Colombia.
Al principio, el misionero asistió a la Iglesia Presbiteriana de Colombia (Sínodo Reformado) (IPCSR). Sin embargo, surgieron diferencias que llevaron al final de la cooperación. Algunas iglesias de IPCSR apoyaron al misionero y abandonaron la denominación. Juntas, las iglesias fundaron una nueva denominación llamada Iglesia Evangélica Reformada de Colombia

### Iglesia Reformada Evangélica Presbiteriana de Colombia
En 1997, misioneros de la Iglesia Presbiteriana de América (IPA) comenzaron a plantar iglesias en Bogotá. De ahí surgieron varias iglesias, que no se adhirieron a la IPCol por diferencias doctrinales entre esta y la IPA. Así, estas iglesias formaron una nueva denominación, la Iglesia Reformada Evangélica Presbiteriana de Colombia (IREPC). La primera asamblea general se llevó a cabo en 2000 y desde entonces la denominación se ha dividido en 2 presbiterios. A partir de 2001, la denominación ya comenzó a ordenar pastores colombianos.

### Iglesia Presbiteriana de la Reforma de Colombia
En la década de 1990, misioneros de la Iglesia Presbiteriana Ortodoxa comenzaron a plantar iglesias en Bogotá. De ahí surgieron varias iglesias que se oponían al IPCol. Estas iglesias formaron una nueva denominación, la Iglesia Presbiteriana de La Reforma de Colombia (IPRC). A partir de 2020, la denominación comprende un total de 250 miembros, en 9 iglesias y congregaciones misioneras, repartidas en Sincelejo, Sapuyes, Pasto, Barranquilla , Bogotá y Tuquerres..

## Actualidad
Algunas denominaciones presbiterianas, como IPCol, son conocidas por su acción política en defensa de los derechos humanos.
En 2020, se estimó que el número total de presbiterianos era de 15 000 personas, o el 0,03 % de la población del país.